# El libro de la ley
Liber AL vel Legis es el texto sagrado central de Thelema, escrito por Aleister Crowley en El Cairo, Egipto en el año de 1904. El título completo es Liber AL vel Legis, sub figura CCXX, recibido por XCIII=418 a DCLXVI, y comúnmente se lo denomina El Libro de la Ley.
Liber AL vel Legis contiene tres capítulos, cada uno de ellos fue escrito en una hora, comenzando al mediodía, el 9 de abril. Crowley afirma que el autor fue una entidad llamada Aiwass, a quien más tarde se refirió como su Santo Ángel Guardián (o "Yo Superior"). El biógrafo Lawrence Sutin cita diarios privados que se ajustan a esta historia, y escribe que "si alguna vez Crowley pronunció la verdad en relación a este Libro", su versión pública describe atinadamente lo que recordó sobre este punto. Las enseñanzas dentro de este pequeño libro se expresan como la Ley de Thelema, normalmente encapsuladas en estas dos frases:
- "Hacer tu voluntad será el todo de la Ley" (AL I:40) y
- "Amor es la ley, amor bajo voluntad" (AL I:57)

El título original del libro era Liber L vel Legis. Crowley cambió el nombre por Liber AL vel Legis en 1921, cuando él también dio al manuscrito de su puño y letra el título de Liber XXXI. El libro comúnmente recibe el nombre de Liber AL, Liber Legis o únicamente AL, aunque técnicamente los últimos dos se refieren exclusivamente al manuscrito.

## La escritura de Liber Legis

### Las invocaciones
Según Crowley, la historia comenzó el 16 de marzo de 1904 cuando durante un ritual su esposa Rose entró en un trance ligero y repetidamente dijo "¡Ellos te están esperando!". Dado que Rose no tenía ningún interés en la magia o misticismo, él no le prestó mucha importancia. Sin embargo, el 18 del mismo mes, tras invocar a Thoth (el dios de la sabiduría), ella mencionó a Horus por nombre como uno de los que le estaban esperando. Crowley, aún escéptico, le hizo numerosas preguntas sobre Horus, las cuales contestó acertadamente - sin tener ningún estudio previo en la materia. Crowley también da una cronología diferente, en donde la invocación a Horus precede al cuestionamiento. Lawrence Sutin dice que este ritual describe a Horus a detalle, y pudo haberle dado a Rose las respuestas a las preguntas de su esposo. La prueba final fue la identificación, por parte de Rose, de Horus en la Estela de la Revelación, entonces expuesta en el Museo de El Cairo como el artículo 666.
El 20 de marzo, Crowley invocó a Horus, "con gran éxito". Entre el 23 de marzo y el 8 de abril, Crowley mandó traducir los jeroglíficos de la Estela. También, Rose reveló que su "informante" no era Horus en persona, sino su mensajero Aiwass. Finalmente, el 7 de abril Rose dio instrucciones a Crowley— por tres días debía entrar al "templo" y escribir lo que escuchara entre el mediodía y las 13:00.

### La escritura
Crowley escribió El Libro de la Ley el 8, 9, y 10 de abril de 1904 entre las horas del mediodía y las 13:00. El lugar fue el departamento donde él y su nueva esposa estaban disfrutando su luna de miel, el cual describió como estando cerca del museo Boulak en un elegante cuadrante europeo en el Cairo. El apartamento estaba en el piso del suelo, y el "templo" era la sala de dibujo. 
Crowley describió el encuentro a detalle en El Equinoccio de los Dioses, diciendo que en cuanto se sentó en su escritorio en Cairo, la voz de Aiwass vino del hombro izquierdo desde la esquina más alejada de la habitación. Esta voz es descrita como apasionada y apurada, y era de "un timbre profundo, musical y expresivo, sus tonos solemnes, voluptuosos, cálidos, fieros o cualquier otro que encajara con el sentimiento del mensaje." Además, la voz carecía de “acento nativo o foráneo”, quizás se refiere a que era similar al suyo (es decir, británico).
Crowley también tuvo una “fuerte impresión” de la apariencia general del hablante. Aiwass tenía un cuerpo compuesto de “fina materia”, el cual tenía una transparencia como de gasa. Además, él “parecía ser alto, de piel oscura en sus treintena de edad, activo y fuerte, con la cara de un rey salvaje, y los ojos velados no sea que su mirada destruyera lo que veía. El vestido no era árabe; sugería asirio o persa, pero muy vagamente."
A pesar de haber escrito originalmente que se trataba de un “excelente ejemplo de escritura automática” Crowley más tarde insistió en que no era así. En vez de ellos dijo que la experiencia era exactamente como una voz hablándole. Esto es evidenciado por muchos errores sobre los cuales el escriba de hecho tiene que inquirir. Admite la posibilidad de que Aiwass fuese una manifestación de su subconsciente, aunque él pensó que se trataba de una posibilidad remota:
Por supuesto que yo los escribí, tinta sobre papel, en el sentido material; pero esas no son mis palabras, a menos que Aiwaz sea tomado como meramente mi yo subconsciente, o alguna parte de él: en ese caso, mi yo consciente sería ignorante de la Verdad en el Libro y hostil a casi toda la ética y filosofía del Libro, Aiwaz es una parte de mí severamente reprimida. Semejante teoría implicaría que yo estoy, sin saberlo yo mismo, en posesión de toda clase de conocimiento praeternatural y poder."

### Cambios al manuscrito
La versión final de Liber Al vel Legis incluye texto que no aparece en la escritura original, incluyendo muchos pequeños cambios a la ortografía. En muchos casos, estrofas de la Estela de la revelación fueron insertados dentro del texto. Por ejemplo,  capítulo 1, página 2, línea 9 fue escrito como “V.1. del embrujo llamado Alegría” y fue reemplazado por:
Arriba, el azur gemado es

El esplendor desnudo de Nuit;

Ella se dobla en éxtasis para besar

Los ardores secretos de Hadit.

El globo alado, el azul estrellado,

Son míos, ¡oh Anj ef Jonsu!
En la página 6 del capítulo 1, lo que sigue es parte del manuscrito original:
 Y el signo será mi éxtasis, la conciencia de la continuidad de la existencia, el hecho desfragmentario [sic] no-atómico de mi universalidad.” Junto con una nota: “escribe esto en palabras más claras, pero sigue adelante.” 
Esto fue cambiado más tarde por: 
 Y el signo será mi éxtasis, la conciencia de la continuidad de la existencia, la omnipresencia de mi cuerpo. (AL I:26)
De nuevo en el capítulo 1, en página 19, Crowley escribe, “(perdí 1 frase) La forma de mi estrella es-“. Después, fue Rose quien terminó la frase perdida:
 La Estrella de Cinco Puntas, con un Círculo en el Medio, & el círculo es Rojo. (AL I:60)
El capítulo 2 tiene muy pocos cambios o correcciones. El capítulo 3 tiene unos cuantos cambios ortográficos, e incluye grandes trozos insertados del parafraseo de Crowley sobre la Estela de la Revelación.

## Interpretación de Liber Al vel Legis
Gracias en parte a El comentario, la interpretación del texto, en ocasiones críptico, generalmente se considera una cuestión para el lector individual. Últimamente en el siglo XXI este sentimiento se ha relajado considerablemente, y a muchos les parece benéfico el crear sus propios comentarios a Liber Al incluyendo el de IAO131 Comentario psicológico sobre Liber AL vel Legis y el Comentario de la hermandad escarlata. Sin embargo, Crowley escribió sobre Liber Al vel Legis con gran detalle por el resto de su vida, intentando descifrar sus misterios. Crowley se convenció de que Liber Al vel Legis presentaba una Ley espiritual comparable con las expuestas por Buddha, Jesús, y Mahoma, y que el Libro mismo era la base de toda religión moderna: “Este Libro es la fundación del Nuevo Eón, y por lo tanto de toda la Obra."
El método general usado por Crowley para interpretar las oscuridades de Liber Al era la Cábala, especialmente su método numerológico de gematría. Él escribe, “muchos casos de doble sentido, paronomasia en un lenguaje o en otro, a veces en dos a la vez, rompecabezas numérico-literales, e incluso (en una ocasión) una conexión esclarecedora de letras en varias líneas por un rasguño, será encontrado en la sección cabalística del Comentario." En “Magia Sin Lágrimas”, Crowley escribe:
Había la suficiente comprensión en ese tiempo para asegurarme de que el Autor del Libro sabía al menos tanta Cábala como yo: Subsecuentemente descubrí más que suficiente para tener la certeza absoluta de que él sabía mucho más, y de un orden completamente superior, de lo que yo conocía; finalmente, suficientes brillos de iluminación se han lanzado sobre otros pasajes oscuros, para dejarme sin duda alguna en la mente que él es en verdad el cabalista supremo de todos los tiempos. [cita requerida]

### Los interlocutores
Aunque el “mensajero” de El Libro de la Ley es Aiwass, el Libro presenta muchas personalidades que son los interlocutores primarios. Los tres principales son las divinidades de los tres capítulos, Nuit, Hadit, y Ra-Hoor-Khuit. En el primer capítulo habla Nuit, la diosa egipcia del cielo nocturno, llamada la Reina del Espacio. Crowley la llama “Señora del Cielo Estrellado, quien es también Materia en su sentido metafísico más profundo, quien es el infinito en el cual todos vivimos y movemos y tenemos nuestro ser."
Este capítulo también presenta a:
- Anj ef Jonsu (el sacerdote histórico que creó la Estela de la Revelación)
- La Bestia
- La Mujer Escarlata, también conocida como Babalon, la Madre de las Abominaciones.

En el segundo capítulo habla Hadit, quien se refiere a sí mismo como “el complemento de Nu”, su esposa. Como tal, él es el punto infinitamente condensado, el centro de su infinita circunferencia. Crowley dice sobre él, “Él es energía eterna, el Infinito Movimiento de las Cosas, el núcleo central de todo ser. El Universo manifestado proviene del matrimonio de Nuit y Hadit; sin esto ninguna cosa sería. Esta perpetua boda-festín es entonces la naturaleza de las cosas en sí mismas; y por lo tanto todo lo que es, es una cristalización de éxtasis divino” y “Él ve la expansión y el desarrollo del alma a través del gozo."
Ra-Hoor-Khuit es el tercer interlocutor, identificado como el Niño Coronado y Conquistador, y el dios de la Guerra y de la Venganza. Crowley resume a los interlocutores de los tres capítulos de la siguiente manera: “tenemos a Nuit, Espacio, Hadit, el punto de vista; esta experiencia se une, y así producen a Heru-Ra-Ha, quien combina las ideas de Ra-Hoor-Khuit y Hoor-para-Kraat."

## El comentario
Basado en diversos pasajes, incluyendo: “Mi escriba Anj ef Jonsu, el sacerdote de los príncipes, no cambiará siquiera una letra de este libro; aunque por temor al error, comentará sobre ello por la sabiduría de Ra-Hoor-Khuit" (AL I:36), Crowley se sintió compelido a interpretar El Libro de la Ley por escrito. Escribió dos largos conjuntos de comentario, donde intentó descifrar cada línea, usualmente de acuerdo a su propio entendimiento de la Cábala.
Sin embargo, no se satisfizo con estos intentos. En 1912, él preparó el Libro de la Ley y el comentario de ese momento para su publicación en El Equinoccio, I(7). Recuerda en sus Confesiones (p. 674) que él pensó que el comentario existente era “vergonzosamente precario e incompleto.” Más tarde explica que “supuse estúpidamente a este Comentario como una exposición académica del Libro, una elucidación de sus oscuridades y una demostración de su origen praeterhumano. Entiendo finalmente que esta idea es un sinsentido. El Comentario debe ser una interpretación del Libro inteligible para las mentes más simples, y tan práctica como los Diez Mandamientos." Además, ese Comentario debería llegar de forma “inspirada”, como el Libro mismo fue recibido.
Años más tarde en 1925 mientras en Tunis, Crowley recibió su inspiración. Publicó lo que sería llamado simplemente “El Comentario” (que también es llamado el Comentario Corto o el Comentario de Tunis) y lo firmó como  Ankh F N Khonsu (lit. "Él vive en Khonsu"— un sacerdote histórico que vivió en Tebas en la dinastía 26, el creador de la Estela de la Revelación). En él se advierte a los lectores del “estudio” del Libro y advierte que aquellos que “discutan el contenido” deberían ser evitados. El resultado es la idea común que la interpretación del, en ocasiones críptico, libro es responsabilidad exclusiva del lector. Algunos thelemitas ignoran el Comentario.

## Ediciones
- Weiser Books (Reissue edition; May 1987; ISBN 0-87728-334-6)
- Weiser Books (100th Anniversary edition; March 2004; ISBN 1-57863-308-7)
- Mandrake of Oxford (April 1992; paperback; ISBN 1-869928-93-8)

Liber AL es también publicado en muchos libros, incluyendo:
- The Equinox (III:10). (2001). York Beach, ME : S. Weiser. ISBN 0-87728-719-8
- The Holy Books of Thelema (Equinox III:9). (1983). York Beach, ME : S. Weiser. ISBN 0-87728-579-9
- Magick: Liber ABA, Book Four, Parts I-IV. (1997). York Beach, ME : S. Weiser. ISBN 0-87728-919-0

Al menos una versión en audio (en inglés) está disponible en eBay:
- The Book of the Law Vondel Park Audio Book 2003